# 陈福接
陈福接（1935年—2006年3月10日），男，福建安溪人，中国计算机科学家，曾任国防科学技术大学教授、博士生导师，第六届全国人大代表。